# Ovamna Tinja
Ovamna Tinja  (mađ. Kistény) je selo u jugoistočnoj Mađarskoj. "Ovamna" znači "prema ovamo, bliža". 

## Zemljopisni položaj
Rislak je sjeverno, Tinja i izdvojeni dijelovi Vusad su zapadno, jezero Szelid i naselje Szeliditopart su sjeverno, Szentkirály je sjeveroistočno, Jerka je sjeverozapadno, Duolnja Jerka je sjeveroistočno, Kmara je južno, Kalača jugoistočno.

## Upravna organizacija
Upravno pripada kalačkoj mikroregiji u Bačko-kiškunskoj županiji. Poštanski broj je 6336. Pripada naselju Kmari, a s njom su u Kmari još ova odvojena sela: Jerka (mađ. Felsőerek), Alsóerek (Duolnja Jerka), Gubelja (mađ. Gombolyag), Tinja (mađ. Öregtény) i još neka.

## Stanovništvo
U Ovamnoj Tinji prema popisu 2001. živilo je 23 stanovnika.